# Rima Sharp
La Rima Sharp è una struttura geologica della superficie della Luna.